# 마하수
마하수(馬河秀, 1538년 ~ 1597년 10월 26일(음력 9월 16일))은 조선 중기의 무신이다. 자는 선천(先天), 호는 주촌(舟村), 본관은 장흥(長興)이다. 선공감주부(繕工監主簿)를 역임하고, 명량해전(鳴梁海戰)에서 전사하였다.

## 생애
장흥부원군(長興府院君) 충정공(忠靖公) 마천목(馬天牧)의 7세손이며, 장흥 마씨 조은공파(釣隱公派) 파조 마전(馬腆)의 6세손이다.
1564년(명종 19) 무과에 합격하여 선공감주부(繕工監主簿)를 역임하였다. 임진왜란 때 거북선 건조에 참여하여 이순신(李舜臣)을 도왔다.
1597년 이순신이 투옥되자 관직을 사퇴하였다가, 이순신이 다시 통제사(統制使)가 되어 전라도 회령포(會寧浦)에 이르렀을 때 네 아들과 향선(鄕船) 10여척을 거느리고 이순신을 배후에서 도왔다.
그 해 9월 명량해전(鳴梁海戰) 때에는 왜선에 포위되어 포위되어 고전하던 중 적탄을 맞고 전사하였다. 명량해전에서 아들 마성룡(成龍)·마위룡(爲龍)·마이룡(而龍)·마화룡(化龍) 4형제도 용감하게 싸워서 승전하였다.
마하수는 후에 병조참판에 추증되고, 경기도 충현사(忠顯祠)에 배향되었다.

## 가족
- 아들 : 마성룡(馬成龍)
- 아들 : 마위룡(馬爲龍)
- 아들 : 마이룡(馬而龍)
- 아들 : 마화룡(馬化龍)

## 후손
2014년 명량대첩축제에서 명량해전에 참가했던 이순신 장군 후손, 오극신, 마하수, 양응지 등 해남과 진도 지역 의병 후손, 왜군 장수였던 구루지마 후손, 정유재란에 참전한 중국 진린 장군의 후손들이 해전 재현을 관람하며 화합의 장을 마련했다.

## 전기 자료
- 《이충무공전서》 권14, 〈부록〉6, [기실(紀實) 하], 마 씨 가장
- 홍석주, 《연천집》 권26, 선공감주부 마 공 묘갈명